# Jonathan Williams (athlète)
Pour les articles homonymes, voir Williams et Jonathan Williams.
Jonathan Williams, né le 29 août 1983, est un athlète du Belize, spécialiste du 400 mètres haies.
Il a fait partie des porte-drapeaux à la cérémonie d'ouverture des Jeux olympiques d'été de 2008.
Ses meilleurs résultats sont les suivants :
- sur 400 m, 47 s 62 à Carson Californie en 2007
- sur 800 m, 1 min 52 s 33 à Walnut (Californie) (2008)
- sur 110 m hommes, 13 s 81 à Westwood (2005)
- sur 400 m hommes, 48 s 88 à San Salvador le 14 juillet 2007.

## Palmarès
- Championnats du monde 2007 à Osaka :
  - 5e des demi-finales en 49 s 77 (26/08/2007)
- Jeux olympiques de 2008 à Pékin :
  - 6e des demi-finales en 49 s 64 (16/08/2008)